# 生涯学習政策局
生涯学習政策局（しょうがいがくしゅうせいさくきょく）は、かつて存在した文部科学省の内部部局の一つ。2018年10月1日の機構改正により総合教育政策局に改組された。

## 職務
- 教育改革の推進
- 地域の教育力の向上
- 放課後子どもプランの推進
- 家庭の教育力の向上
- 教育分野における再チャレンジ支援
- 生涯にわたる学習機会の提供

## 組織
この組織は、総合教育政策局に改組される直前（2018年9月30日）のものである。
- 主任社会教育官
- 社会教育官（3）
- 政策課
  - 教育改革推進室
  - 生涯学習企画官
  - 分析調査官
  - 国際教育統計専門官
- 生涯学習推進課
  - 専修学校教育振興室
  - 学校開放推進専門官
  - 生涯学習調査官（非常勤・任意設置）
- 情報教育課
  - 情報教育振興室
    - 情報教育調査官
    - 教科調査官（2）
- 社会教育課
  - 地域・学校支援推進室
- 青少年教育課
  - 青少年体験活動推進専門官
  - 青少年有害環境対策専門官
- 男女共同参画学習課
  - 家庭教育支援室
    - 家庭教育調査官
    - 家庭教育支援連携推進専門官

  - 女性政策調整官
- 参事官（連携推進・地域政策担当）
  - 専門調査官
  - 外国調査官（2）

## 生涯学習政策局長
| 氏名       | 出身省庁 | 前職                     | 在任期間                       | 後職                   |
| ---------- | -------- | ------------------------ | ------------------------------ | ---------------------- |
| 近藤信司   | 文部省   | 文部省大臣官房長         | 2001年1月6日 - 2003年7月25日   | 初等中等教育局長       |
| 銭谷真美   | 文部省   | 文化庁次長               | 2003年7月25日 - 2004年7月1日   | 初等中等教育局長       |
| 田中壮一郎 | 文部省   | スポーツ・青少年局長     | 2004年7月1日 - 2007年1月15日   | 文部科学審議官         |
| 加茂川幸夫 | 文部省   | 文化庁次長               | 2007年1月15日 - 2008年7月11日  | 東京国立近代美術館館長 |
| 清水潔     | 文部省   | 高等教育局長             | 2008年7月11日 - 2009年7月14日  | 文部科学審議官         |
| 板東久美子 | 文部省   | 内閣府男女共同参画局長   | 2009年7月14日 - 2012年1月6日   | 高等教育局長           |
| 合田隆史   | 文部省   | 科学技術・学術政策局長   | 2012年1月6日 - 2013年7月8日    | 退官・尚絅学院大学学長 |
| 清木孝悦   | 文部省   | 大臣官房文教施設企画部長 | 2013年7月8日 ‐ 2014年7月25日   | 京都大学理事           |
| 河村潤子   | 文部省   | 文化庁次長               | 2014年7月25日 ‐ 2016年1月1日   | 国立教育政策研究所長   |
| 有松育子   | 文部省   | 文化庁次長               | 2016年1月1日 ‐ 2017年7月11日   | 国立教育政策研究所長   |
| 常盤豊     | 文部省   | 高等教育局長             | 2017年7月11日 - 2018年10月16日 | 国立教育政策研究所長   |